# Christen Thomesen Sehested (viceamiral)
Christen Thomesen Sehested, född den 24 augusti 1664, död den 13 september 1736, var en dansk amiral, sonson till kansler med samma namn, 
Sehested deltog 1710 som schoutbynacht i slaget vid Köge bugt och segrade som amiral 1715 över svenska flottan vid Rügen, men misstänktes likväl 1718 av Fredrik IV, emedan han tillhörde den gamla danska adeln, avlägsnades från Danmark och utnämndes till landdrost i Oldenburg.